# 플린 효과
플린 효과(Flynn 效果)는 20세기부터 전 세계에 걸쳐 지속적이고 장기적으로 관측되는 유동적 지능 및 결정적 지능 지수가 상승하는 것이다. 지능  지수 검사는 표본 집단의 검사 결과를 이용해 평균을 100으로, 표준편차를 15로 두는 방식으로 일정 기간마다 재표준화하는데, 새 피검자 표본이 이전 검사지로 검사를 하면 거의 대부분의 경우 새 피검자의 평균 점수는 유의미한 범위에서 100이 넘는다.
이 검사가 처음으로 표준화 된 이래로부터 지금까지 점수는 지속적이며 근사적으로 선형 상승하는 추세를 보인다.
플린 효과라는 이름은 이 효과를 널리 알린 제임스 플린의 이름을 따서 지어진 것이다.
플린 효과는 지능 지수 검사 성적의 상승을 의미하며, 실질적인 지능의 향상을 의미하는 것은 아니다. 플린 효과의 의미와 플린 효과가 일어나는 이유에 대한 여러 가지 설명이 시도되고 있다.